# آدم نيوتون
أدام لي نيوتون (مواليد 4 ديسمبر 1980 في أسكوت) لاعب كرة قدم من سانت كيتس ونيفيس دولي يجيد اللعب في خط الدفاع. يلعب حاليا لصالح نادي لوتون تاون الإنجليزي منذ سنة 2009 .

## مسيرته الكروية
لعب آدم نيوتون خلال مسيرته الاحترافية مع 8 أندية في ثمانية عشر موسمًا وسجل خلالها 17 هدفًا ضمن 496 مباراة. ولم يفز بأي موسم بالكأس أو بالدوري.
خاض آدم نيوتون مسيرته مع نادي وست هام يونايتد في موسم 1999–00 لمدة موسم واحد، مشاركًا في مباراتين ولم يسجل أي هدف. ثم انتقل إلى نادي نوتس كاونتي في موسم 2000–01 لمدة موسم واحد، حيث شارك في 20 مباراة سجل خلالها هدفًا واحدًا. لينتقل بعدها إلى نادي ليتون أورينت في موسم 2001–02 لمدة موسم واحد، مشاركًا في 9 مباريات سجل خلالها هدفًا واحدًا أيضًا. ثم انتقل إلى نادي بيتربورو يونايتد في موسم 2002–03 ليلعب معه ستة مواسم، مشاركًا في 218 مباراة سجل خلالها 7 أهداف. هذا وانتقل لاحقًا إلى نادي برينتفورد في موسم 2008–09 لمدة موسم واحد، مشاركًا في 35 مباراة سجل خلالها هدفًا واحدًا. ثم انتقل بعدها إلى نادي لوتون تاون في موسم 2009–10 ولمدة موسمين، مشاركًا في 55 مباراة سجل خلالها 3 أهداف. ليعود وينتقل من جديد، لكن هذه المرة إلى نادي وكينغ في موسم 2011–12 ليلعب معه خمسة مواسم، مشاركًا في 154 مباراة سجل خلالها 4 أهداف.

## روابط خارجية
- آدم نيوتون على موقع قاعدة بيانات كرة القدم.إي يو (الإنجليزية)
- آدم نيوتون على موقع ناشيونال فوتبول تيمز (الإنجليزية)
- آدم نيوتون على موقع Soccerbase.com (لاعب) (الإنجليزية)
- آدم نيوتون على موقع عالم كرة القدم.نت (الإنجليزية)